# Stylochirus ampulliger
Stylochirus ampulliger är en spindeldjursart som först beskrevs av Berlese 1908.  Stylochirus ampulliger ingår i släktet Stylochirus och familjen Ologamasidae. Inga underarter finns listade i Catalogue of Life.